# Penny Hart
Marjahn Penny Mathias Hart (5 luglio 1996) è un giocatore di football americano statunitense che milita nel ruolo di wide receiver per gli Atlanta Falcons della National Football League (NFL).

## Carriera

### Indianapolis Colts
Hart firmò con gli Indianapolis Colts il 3 maggio 2019 dopo non essere stato scelto nel Draft. Fu svincolato il 31 agosto 2019, e fu inserito in lista infortunati il giorno successivo. Fu svincolato definitivamente il 7 settembre.

### Seattle Seahawks
Hart firmò con la squadra di allenamento dsei Seattle Seahawks il 22 ottobre 2019 dopo un provino con la squadra. Il 14 gennaio 2020 firmò un contratto da riserva.
Il 5 settembre 2020, Hart fu svincolato dai Seahawks e firmò con la squadra di allenamento il giorno successivo. Fu promosso nel roster attivo l'8 settembre. Debuttò nella NFL il 13 settembre 2020 nel debutto stagionale con gli Atlanta Falcons, giocando uno snap in attacco e due con gli special team.

### Atlanta Falcons
Il 3 maggio 2023 Hart firmò con gli Atlanta Falcons.